# Koninkrijk Fiji
Het koninkrijk Fiji of koninkrijk Viti is een historisch land op de Fiji-eilanden in Oceanië. De koning van Fiji (de Tui Viti) was Seru Epenisa Cakobau. Hij verenigde de Fiji-eilanden en stichtte in 1871 het koninkrijk. Het koninkrijk was daarmee de eerste staat die het gehele huidige Fiji omvatte, met uitzondering van het eiland Rotuma. De staat was echter als onafhankelijk land geen lang leven beschoren. Al snel kreeg het te maken met grote schulden, wat leidde tot sociale en economische onrust. In 1874 werd Fiji, op verzoek van de koning, door de Britten geannexeerd. Het land bleef hierna voor bijna een eeuw een Britse kolonie, genaamd de kolonie Fiji. In 1970 werd Fiji weer onafhankelijk. 

## Bestuur
Het koninkrijk Fiji was een constitutionele monarchie waarbij de macht lag bij een regering die gedomineerd werd door Australische kolonisten. Sydney Charles Burt was premier van 1871 tot 1872 en George Austin Woods was premier van 1872 tot 1874. 